# Lage Landenlijn
De Lage Landenlijn was een geplande internationale spoorwegverbinding tussen Den Haag en Brussel, waarvan de gemeenschappelijke partners gemeente Den Haag, Arriva en Luchthaven Zaventem de intentie hadden eind 2015 met treinen te gaan rijden. De lijn zou gaan rijden als protest op en vervanging van de Beneluxtrein, die vervangen zou worden door de Fyra Internationaal die Den Haag over zou slaan. Het project is niet doorgegaan.

## Planvorming
Het initiatief was een reactie van de gemeente Den Haag op de ingebruikname van de internationale Fyra-verbinding tussen Amsterdam en Brussel. Laatstgenoemde verbinding over de Hogesnelheidslijn Schiphol - Antwerpen sloeg de stations Den Haag HS, Dordrecht, Roosendaal en Mechelen over die de in december 2012 opgeheven Beneluxtrein wel aandeed. De plannen voor invoering van de treindienst werden gesteund door meerdere organisaties en gemeenten langs de spoorverbinding. De gemeente Den Haag voerde als argument voor dit initiatief aan, dat een regeringscentrum als Den Haag, waar ook vele internationale instellingen gevestigd zijn, een rechtstreekse spoorverbinding zou moeten hebben met de Europese hoofdstad Brussel. Contact werd gelegd met diverse spoorwegondernemingen. Om op korte termijn treinpaden te kunnen aanvragen bij ProRail en Infrabel als spooronderneming en mee te kunnen onderhandelen richtte de gemeente The Hague Trains Holding B.V. (THTH) op. De aangevraagde treinpaden zouden later worden overgedragen aan de exploiterende spoorwegonderneming. Er zouden in opdracht van de gemeente haalbaarheidsonderzoeken uitgevoerd worden. Het was niet de bedoeling dat de gemeente de exploitatie zou gaan subsidiëren, zelf uitvoeren of financieel garant zou staan. Wel zou de gemeente het project faciliteren.
De instelling van een intercity van Den Haag naar Brussel per 18 februari 2013 veranderde niets aan de Haagse plannen, ook al kreeg deze per 15 december 2013 een definitief karakter en een aanzienlijke frequentieverhoging.
Hoewel openbaar vervoer in Nederland en België in principe alleen mag worden uitgevoerd door houders van een concessie, maakt de Wet Personenvervoer 2000 een uitzondering voor grensoverschrijdend treinvervoer. Onder bepaalde voorwaarden is het volgens richtlijn 91/440 van de Europese Raad wel toegestaan om dit vervoer buiten een concessie om uit te voeren, mits met deze treinen maar zeer beperkt binnenlands vervoer wordt uitgevoerd. Nederland past deze Europese richtlijn zeer restrictief toe. Reizigersorganisatie Rover heeft tegen deze restrictieve toepassing van de richtlijn bezwaar gemaakt bij de Europese Commissie. Over dit probleem zou onderhandeld worden met NS en het Ministerie van Infrastructuur en Milieu. Dit was maar een van de vele juridische en administratieve problemen. Bovendien moest ook toestemming verkregen worden in België, waar over dit onderwerp wel jurisprudentie bestaat. In eerste instantie mocht de door DB Fernverkehr geëxploiteerde ICE Keulen - Brussel, geen binnenlandse reizigers vervoeren tussen Luik en Brussel. Later mocht dit wel met een apart vervoersbewijs en waren de binnenlandse vervoersbewijzen van de NMBS niet geldig op de ICE. Nu is dit wel mogelijk met een toeslag.
Arriva gaf om acht Flirt-3 treinstellen met zes rijtuigen te willen gebruiken.

## Aanbesteding

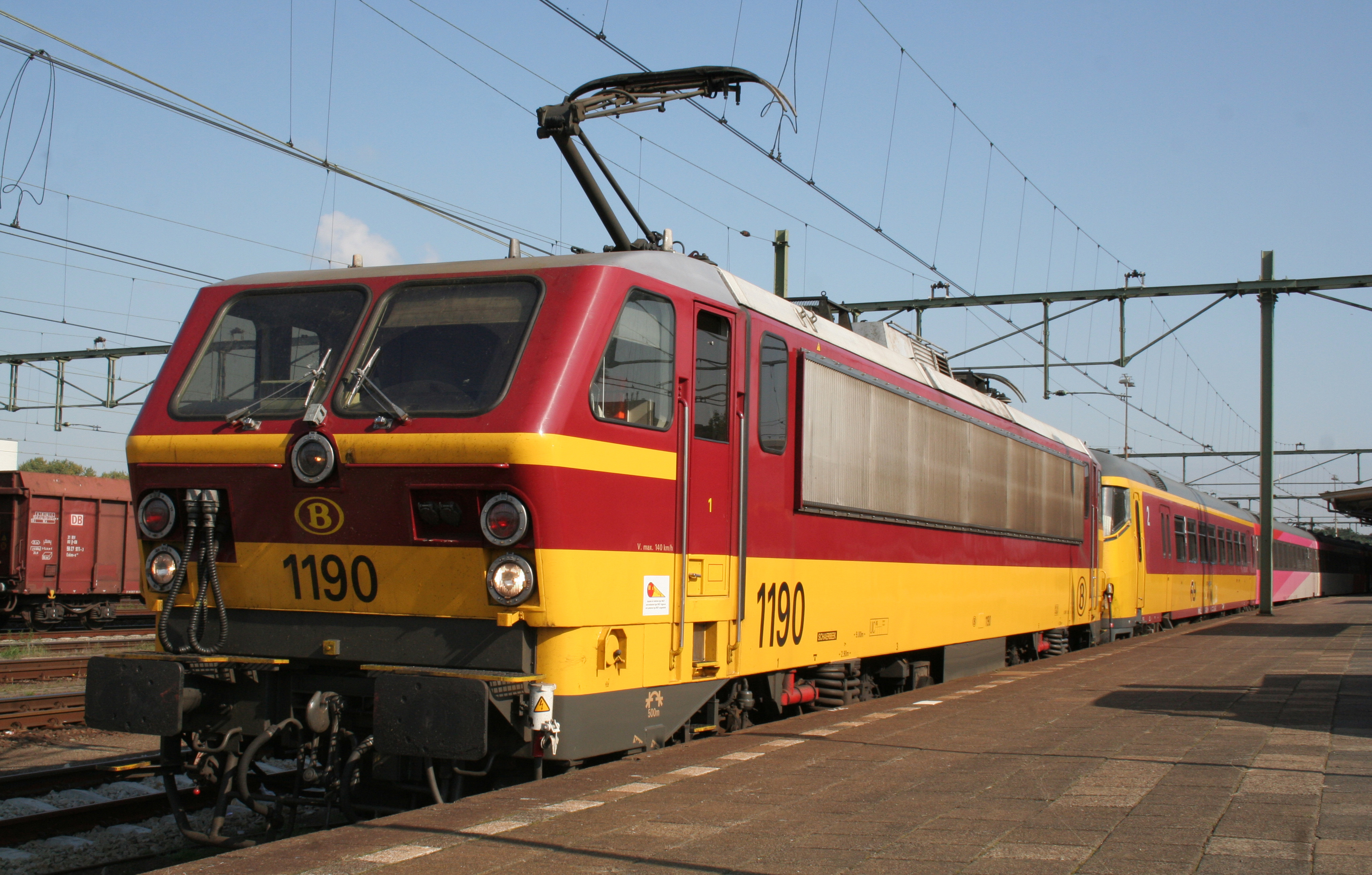
Tot 8 december 2012 bestond al de Beneluxtrein tussen Den Haag en Brussel.

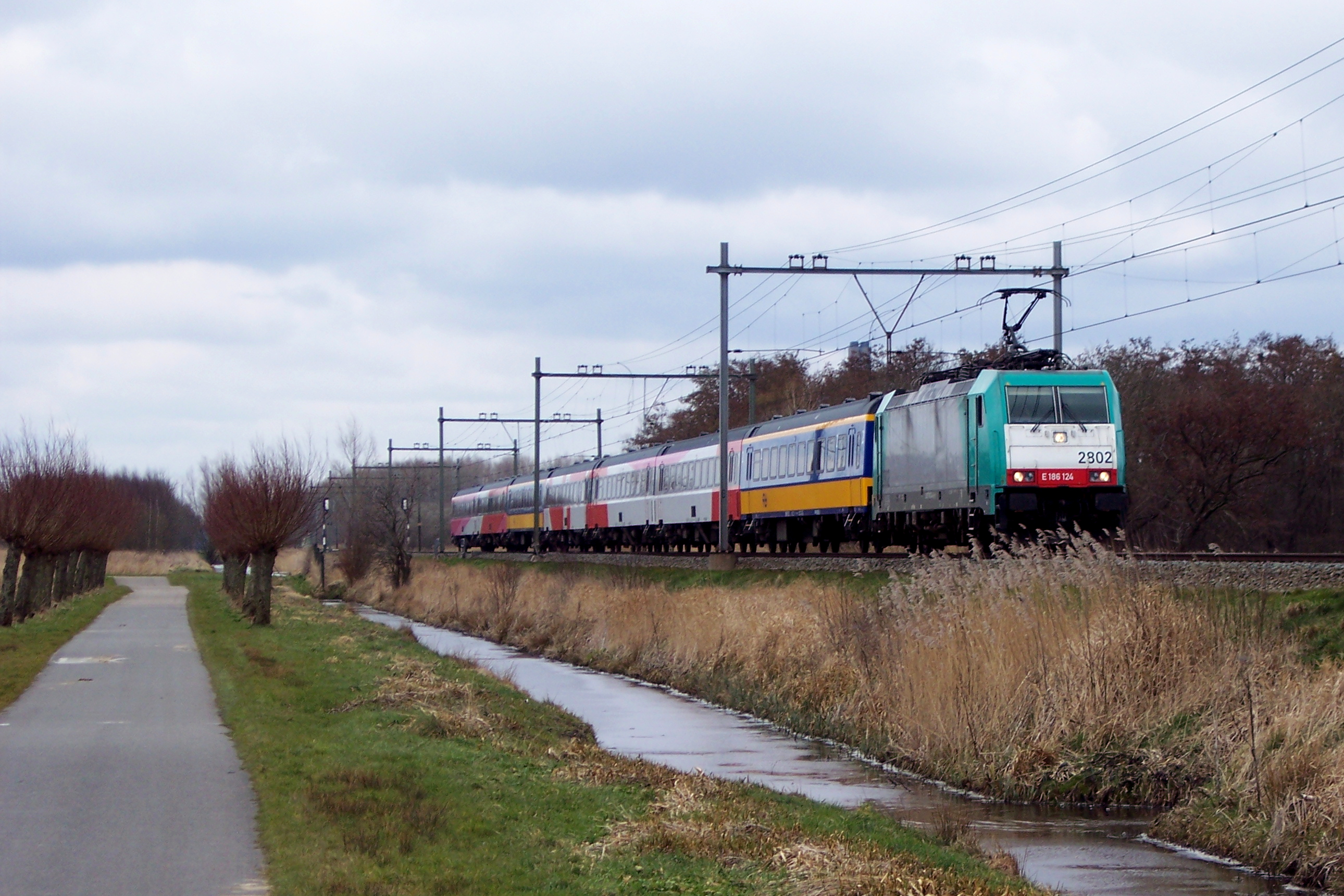
Inmiddels rijdt een intercity Den Haag - Brussel.

Nadat THTH haar plannen gemeld had bij de Nederlandse Mededingingsautoriteit, verklaarde deze het initiatief ontvankelijk op 27 februari 2013 en de plannen gepubliceerd, waarbij concessiehouders, concessieverleners en de beheerder in de gelegenheid werden gesteld om een aanvraag te doen tot vaststelling van het hoofddoel van het voorgenomen vervoer en/of tot vaststelling of het voorgenomen vervoer het economisch evenwicht van de concessiehouder in gedrang brengt. Op 20 juni 2013 werd in een persbericht gemeld dat THTH en Arriva Nederland tot elkaar waren gekomen en vanaf december 2015 een reserveringsvrije uurdienst tussen Den Haag en Brussel willen beginnen die ook Luchthaven Zaventem zou moeten bedienen.

## Einde van het project
In de loop van 2014 bleken diverse problemen aan een realisatie van het plan in de weg te staan. Dit betrof onder meer de inpassing in de bestaande dienstregeling op het traject Den Haag-Brussel. Ook reed inmiddels een andere treindienst die Den Haag rechtstreeks met Antwerpen en Brussel verbond. Op 24 juni 2014 berichtte wethouder Smit aan de gemeenteraad van Den Haag dat de Lage Landenlijn definitief niet door ging.